# 新月絲鰭鸚鯛
新月絲鰭鸚鯛，又稱新月絲隆頭魚、紅娘仔、柳冷仔，为隆頭魚科絲隆頭魚屬下的一个种。，分布於西北太平洋的琉球群島、台灣、小笠原群島海域，棲息深度30-55公尺，體長可達8.5公分，棲息在碎石底質海域，以浮游生物為食，生活習性不明。

## 擴展閱讀
維基物種上的相關：新月絲隆頭魚